# Rau chân vịt
Rau chân vịt hay còn gọi cải bó xôi (ba thái - 菠菜, rau bi-na (épinard), rau pố xôi, bố xôi (danh pháp hai phần: Spinacia oleracea) là một loài thực vật có hoa thuộc họ Dền (Amaranthaceae), có nguồn gốc ở miền Trung và Tây Nam Á. Rau chân vịt là loại rau tốt cho sức khỏe, ngoài ra nó còn là một vị thuốc.

## Thành phần dinh dưỡng
Rau chân vịt tươi sống có 91% nước, 4% carbohydrate, 3% protein, và chứa không đáng kể chất béo. Trong một khẩu phần ăn 100 gram rau chân vịt chỉ cung cấp 23 calo, rau bina có giá trị dinh dưỡng cao, đặc biệt là khi tươi, đông lạnh, hấp, hoặc đun sôi nhanh chóng. Nó là một nguồn phong phú (20% hoặc nhiều hơn Giá trị hàng ngày, DV) của vitamin A, vitamin C, vitamin K, magnesi, mangan, sắt và folate. Rau chân vịt là một nguồn vừa phải (10-19% DV) vitamin B, riboflavin và vitamin B6, vitamin E, calci, kali và chất xơ (bảng). Mặc dù rau bina được quảng cáo là có hàm lượng sắt và calci cao và thường được phục vụ và tiêu thụ ở dạng thô, nhưng rau chân vịt sống có chứa hàm lượng cao oxalat, ngăn chặn sự hấp thụ calci và sắt trong dạ dày và ruột non. Rau bina nấu chín trong nhiều lần thay nước có hàm lượng oxalat thấp hơn nhiều và được tiêu hóa tốt hơn và các chất dinh dưỡng của nó được hấp thụ hoàn toàn hơn. Ngoài việc ngăn cản sự hấp thụ và sử dụng, hàm lượng oxalat cao còn loại bỏ sắt khỏi cơ thể.

## Hình ảnh

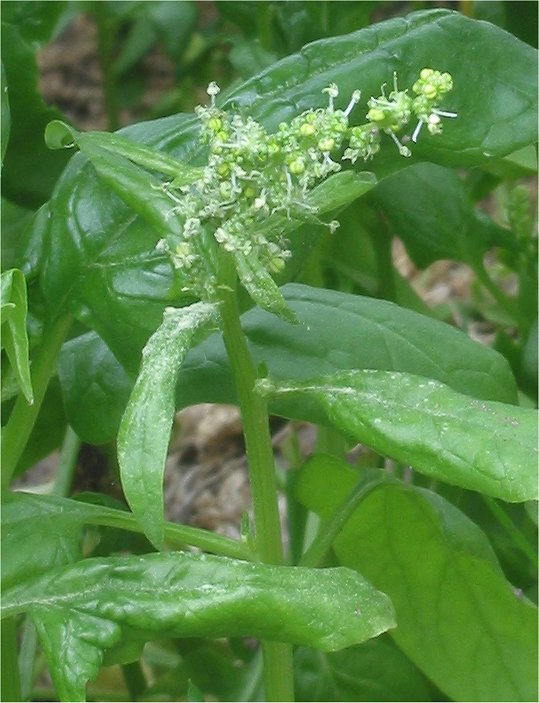
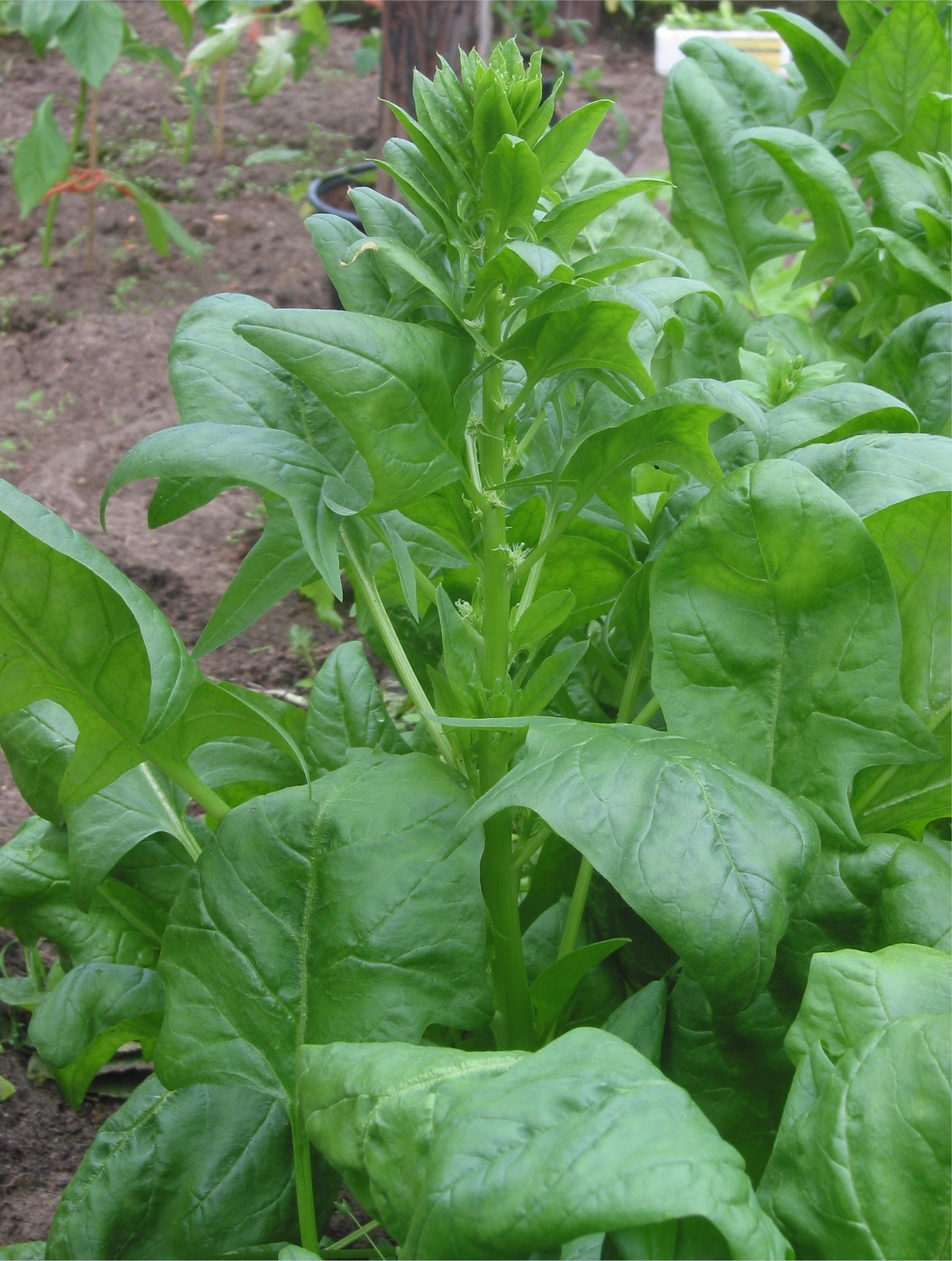
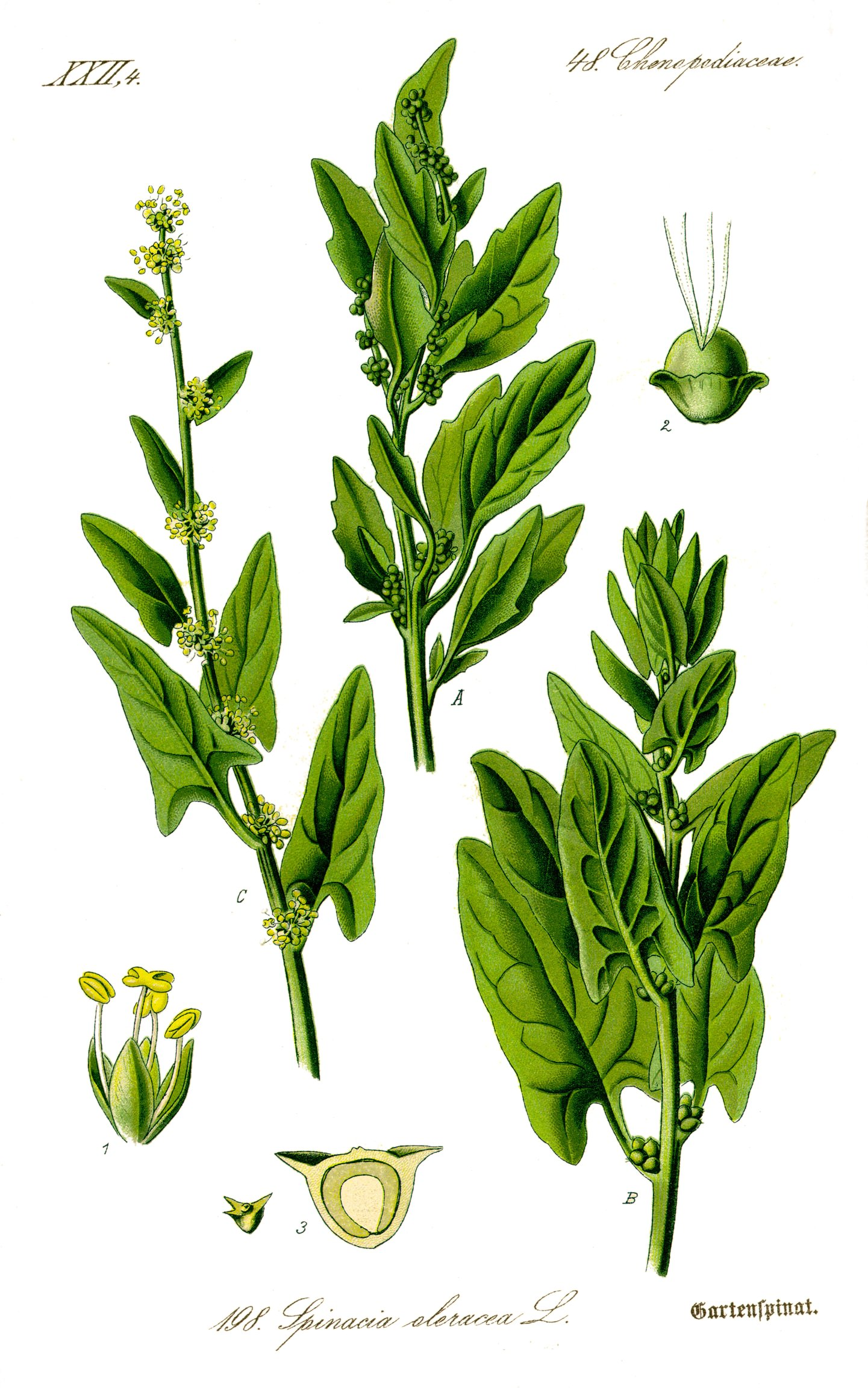
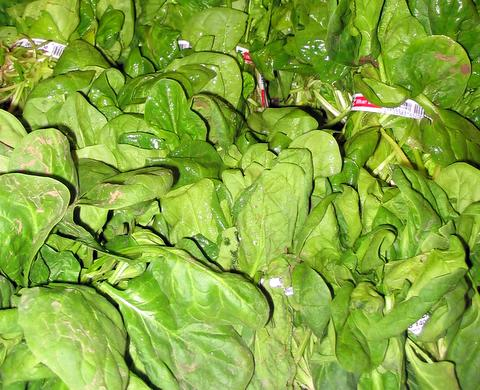
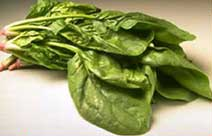

### Vitamin K
Một lượng 100 g rau bina chứa gấp bốn lần lượng vitamin K được khuyến nghị hàng ngày (bảng). Vì lý do này, những người dùng thuốc chống đông máu warfarin – hoạt động bằng cách ức chế vitamin K – được hướng dẫn để giảm thiểu tiêu thụ rau bina (cũng như các loại rau lá xanh đậm khác) để tránh làm giảm tác dụng của warfarin.

## Lợi ích[cần dẫn nguồn]

### Chứa nhiềuchất dinh dưỡng
Rau chân vịt chứa nhiều vitamin thiết yếu đối với cơ thể như: A, K, D, E và một loạt các khoáng chất. Ngoài ra, loại rau này là một nguồn axit béo thực vật omega 3 dồi dào.

### Chốngung thưvàchống viêm
Các nhà nghiên cứu đã xác định được hơn 10 hợp chất flavonoid khác nhau trong rau chân vịt có chức năng như chất chống viêm và chống ung thư. Cũng trong một nghiên cứu gần đây cho biết, ăn rau chân vịt có thể hạn chế được nguy cơ mắc ung thư tuyến tiền liệt.

### Hạn chế béo phì
Các khoáng chất trong rau chân vịt giúp kiềm hóa, cân bằng chế độ ăn uống axit cao. Một chế độ ăn uống giàu tính axit có thể gây ra béo phì và các chứng bệnh khác.

### Bảo vệ mắt
Các carotenoid được tìm thấy trong rau chân vịt bảo vệ mắt khỏi các bệnh như đục thủy tinh thể và thoái hóa điểm vàng.

### Chắc xương
Một chén rau chân vịt tươi (hoặc 1/6 cốc rau chân vịt nấu chín) chứa hai lần nhu cầu vitamin K hàng ngày của bạn. Vitamin K cùng với calci và magnesi có trong rau chân vịt giúp bạn có hệ xương chắc khỏe.

## Tác dụng phụ
Bệnh sỏi thận: Rau chân vịt chứa nhiều axit oxalic. Do đó, nếu bạn mắc các bệnh về thận thì không nên ăn quá nhiều rau chân vịt.